# Stenothemus dentatus
Stenothemus dentatus es una especie de coleóptero de la familia Cantharidae.

## Distribución geográfica
Habita en Assam (India).